# Körnerstrom
Ein Körnerstrom (engl. grain flow) ist ein Massentransportprozess wie z. B. eine Sandrutschung auf der Leeseite einer Düne.

## Entstehung und Besonderheiten
Zu Beginn des Vorgangs wirken zunächst nur gravitative Kräfte, weshalb z. B. bei der Bildung an Dünen eine Hangneigung von etwa 30 Grad notwendig ist, um ein Fließen der Sedimentkörner herbeizuführen. Wenn die Partikel in Bewegung sind, kommt es zu Kornzusammenstößen, die das Sediment auflockern und zusätzlich Druck auf die enthaltenen Körner ausüben.
Durch die höhere Korndichte im unteren Bereich herrscht dort eine höhere Scherkraft, die die größeren Partikel in die oberen Bereiche treibt. Diese Partikel wirken dann wiederum als eine Art Sieb, das nur noch kleine Körner in die tieferen Bereiche des Körnerstroms durchlässt. Durch diese Mechanismen kommt es in einem Körnerstrom zu einer inversen Gradierung, bei der die gröberen Partikel oben und die feineren unten zu finden sind.

## Einteilung
Man unterscheidet:
- unveränderte Körnerströme: werden nur wenige Zentimeter mächtig
- veränderte Körnerströme: können durch Anteile von Ton und Geröllen mächtige Sedimente bilden. Da Ton bei diesem Prozess als eine Art Schmiermittel wirkt, können sich veränderte Körnerströme bereits an flacheren Hängen bilden.